# 246171 Konrad
246171 Konrad este o planetă minoră (asteroid), cu un diametru de 3,381 km, din centura de asteroizi. A fost descoperită pe 4 septembrie 2007 la Rimbach (Odenwald) de Michael Koenig⁠(d). 
Obiectul prezintă o orbită caracterizată de o semiaxă mare de 2,4143960758022 UAi, o excentricitate de 0,27, o înclinație de 12,2 ° în raport cu ecliptica.